# Logierait Viaduct
Der Logierait Viaduct ist eine ehemalige Eisenbahnbrücke in der schottischen Ortschaft Logierait in der Council Area Perth and Kinross. 1981 wurde die Brücke in die schottischen Denkmallisten in der höchsten Denkmalkategorie A aufgenommen.

## Geschichte
Der Viadukt wurde als Teil einer Stichbahn der Inverness and Perth Junction Railway nach Aberfeldy benötigt. Die Bahngesellschaft betraute den schottischen Ingenieur Joseph Mitchell mit der Planung der Brücke. Nach Baubeginn im Jahre 1861 wurde die Brücke am 9. September 1863 eröffnet. Die Baukosten beliefen sich auf 13.772 £. Mit Schließung der Strecke am 3. Mai 1965 wurde der Logierait Viaduct obsolet. Die Bahngleise wurden zwischenzeitlich abgebaut und der Viadukt dient heute dem öffentlichen Verkehr.

## Beschreibung
Der Logierait Viaduct überspannt den Tay bei der kleinen Ortschaft Logierait. Mit dem Ballinluig Viaduct überspannt eine nahezu baugleiche Brücke rund 1,5 km westlich den River Tummel. Die 128 m lange Fachwerkbrücke ruht auf drei gepaarten, zylindrischen Gusseisenpfeilern mit Durchmessern von je 2,4 m und Höhen von 14,9 m. Zur Beschwerung sind die Hohlkörper mit Steinbruch und Portlandzement verfüllt. Die Hauptöffnungen sind 41,8 m weit. Zum Schutz der Brücke bei Hochwasser führen auf beiden Seiten der Brücke zwei Nebenöffnungen mit 12,7 m Weite über Land.